# Су-9
Су-9, (по кодификации НАТО: Fishpot) — советский однодвигательный всепогодный истребитель-перехватчик. Один из первых советских самолётов с треугольным крылом; первый в мире истребитель-перехватчик, созданный как составная часть единого комплекса перехвата.

## Разработка и производство
Су-9 появился в результате исследований, проведённых ЦАГИ во время войны в Корее. Эти исследования определили несколько оптимальных аэродинамических схем для реактивных истребителей. Прототип, обозначавшийся «изделие (с треугольным крылом) Т-3», совершил свой первый полёт в мае 1956 года; его пилотировал лётчик-испытатель В. Н. Махалин. Истребитель с треугольным крылом (дельта) Су-9 разрабатывался одновременно с Су-7, который имел стреловидное крыло. Оба самолёта впервые показали на воздушном параде в Тушине 24 июня 1956 года. 
Первый серийный образец Су-9 поднял в небо В. С. Ильюшин 10 сентября 1957 года. Вскоре В. С. Ильюшин установил на Су-9 мировые рекорды скорости (2337 км/ч) и высоты (29 км).
В 1960 году истребитель Су-9 принят на вооружение.
До конца 1959 года более 150 машин было передано в строевые полки, в частности, расположенные в Красноводске (Туркменистан), Озёрном и Стрые (Украина), Барановичах (Белоруссия), Килпъявре (Мурманск), Карши (Узбекистан). Самолёты перегонялись к местам базирования своим ходом.
К середине 1960-х годов самолётами Су-9 были вооружены около 30 авиаполков. В частности, в московском округе ПВО: 28-й иап (Кричев), 415-й иап (Туношна), 23-й иап ПВО имени 50-летия СССР на аэродроме Ржев; в 8-й армии ПВО: 90-й иап (Арциз), 179-й иап (Стрый), 894-й иап (Озёрное), 136-й иап (Кировское); во 2-й армии ПВО: 61-й иап (Барановичи), 201-й иап (Мачулищи); в Сибири в 20-ю дивизию ПВО — в 849-й иап (Купино).
В середине 1960-х годов на аэродроме Крайний звено истребителей-перехватчиков Су-9 несло боевое дежурство для обеспечения противовоздушной обороны космодрома Байконур.
Всего было произведено около 1 100 самолётов этого типа. Машины на экспорт не поставлялись.
До конца 1960-х годов, когда на вооружение стали поступать МиГ-25, Су-9 оставался самым скоростным и высотным боевым самолётом в СССР. Оставшиеся Су-9 и более поздние Су-11 были сняты с вооружения в 1970-е годы; некоторые из них были переделаны в дистанционно-управляемые самолёты. В частях ВВС истребители Су-9 были заменены более совершенными машинами Су-15 и МиГ-23.

## Боевое применение
В 1960 году самолёт Су-9 был задействован в борьбе с высотными разведывательными самолётами Lockheed U-2, регулярно совершавшими полёты над территорией СССР. 1 мая 1960 года на высоте 20 000 м лётчик И. Ментюков на истребителе Су-9 пытался таранить U-2, пилотируемый Ф. Г. Пауэрсом и сбитый позднее с помощью ЗРК С-75. Су-9 перегоняли с завода, по этой причине он не имел на борту вооружения, а лётчик был без гермокостюма. Однако из-за ошибок оператора наведения и отказа бортовой РЛС таран не состоялся. Была только одна попытка по причине нехватки топлива, так как на такую высоту можно подняться только на полном форсаже.
В конце 1960-х годов с аэродрома Кюрдамир (Бакинский округ ПВО) подняли пару самолётов на перехват двух иранских истребителей, нарушивших воздушное пространство СССР. Ведущий после наведения с земли произвёл пуск РС-2УС, однако бортовая РЛС советского истребителя восприняла две близко летевшие цели как одну, и ракета прошла между иранскими самолётами, не поразив ни один из них.
Возможно, Су-9 участвовали в других эпизодах перехвата самолётов-разведчиков, однако точных данных на этот счёт нет. Самолёты этого типа активно использовались для перехвата автоматических дрейфующих аэростатов. Известен случай, когда Су-9 ракетой К-5 подбил аэростат, летящий на высоте 26 км, который, снижаясь, был расстрелян другим истребителем.

## Рекорды
- 1959 — В. С. Ильюшин на Т-43-1 с двигателем АЛ-7Ф-1 установил мировой рекорд высоты полёта (динамический потолок) — 28 852 м, превысив достижение американцев на 949 м[2][4][5].
- 1960  — Б. М. Адрианов на Т-43-5 (Т-405 для регистрации в ФАИ) установил абсолютный мировой рекорд скорости на 100-км замкнутом маршруте — 2 092 км/ч[2][4] (по другим данным[5] — 2 032 км).
- 1962 —  В. С. Ильюшин на Т-43-1 с двигателем АЛ-7Ф-2 установил абсолютный мировой рекорд высоты установившегося горизонтального полёта — 21 170[2][4] (по другим данным[5] — 21 270) метров.
- 1962 — А. А. Кознов на Т-43-5 установил мировой рекорд скорости на 500-км замкнутом маршруте — 2 337 км/ч[2][4][5].

## Конструкция
Фюзеляж и хвостовое оперение Су-9 сходны по конструкции с использованными на Су-7, но, в отличие от него, Су-9 имел вместо стреловидного треугольное крыло с углом 53°. На нём, как и на Су-7, присутствовали воздушные тормоза, расположенные в задней части фюзеляжа, двигатель АЛ-7Ф и носовой воздухозаборник.
Су-9 построен на основе более ранней разработки — опытного истребителя-перехватчика с треугольным крылом Т-3, с которым он практически идентичен. Первый полёт Т-3 состоялся 26 мая 1956 года (пилот ОКБ В. Н. Махалин). В ОКБ Сухого Су-9 имел обозначение Т-43.
Фюзеляж — полумонококовой конструкции, технологически разделён на три части: носовую, отсек гермокабины и хвостовой отсек. В носовой части самолёта находился воздухозаборник с центральным подвижным конусом. Здесь же расположены четыре помпажные створки. За носовой частью находилась гермокабина пилота и ниша передней стойки шасси, которая размещалась под ней. Фонарь кабины пилота состоял из броневого козырька и сдвижной части, выполненный из термостойкого органического стекла. В кабине устанавливалось катапультируемое кресло пилота. Сразу за кабиной располагалось приборное оборудование, далее топливные баки.
Между 23 и 28 шпангоутами располагался двигательный отсек, на нижней поверхности которого находились люки обслуживания и воздухозаборники продува. Большую часть внутреннего объёма занимала удлинительная труба форсажной камеры двигателя. В нижней части располагались вкладной топливный бак и ниша тормозного парашюта, а по сторонам четыре тормозных щитка.
Крыло — треугольное, с углом стреловидности по передней кромке 60 градусов. Силовой набор каждой консоли крыла составляли: передний и задний лонжероны, балки, стрингеры и нервюры. Конструктивно каждая консоль состояла из пяти отсеков: передний отсек, отсек шасси, задний отсек, носок и хвостовая часть. Крыло крепилось к фюзеляжу в четырёх точках по силовым шпангоутам. Треугольное крыло было применено на Су-9 по причине его низкого лобового сопротивления на сверхзвуковых скоростях. Больший объём крыла также позволил существенно увеличить топливовместимость по сравнению с Су-7. Су-9 разгонялся до скорости, соответствующей М=2,1 на высоте, однако запас топлива был невелик и сильно ограничивал радиус действия. В отличие от Су-7, который имел большие усилия на ручке, управление Су-9 было лёгким и отзывчивым, однако ошибок пилотам он не прощал.
Механизация крыла — выдвижной щелевой закрылок и элерон с осевой аэродинамической и весовой компенсацией. Под каждой консолью было установлено по два пилона для подвески пусковых устройств.
Хвостовое оперение — состоит из киля с рулём направления и цельноповоротного стабилизатора. Конструкция оперения клёпанная с работающей обшивкой. Киль однолонжеронный с подкосной балкой и силовым набором из стрингеров и нервюр. Законцовка киля из стеклопластика с впрессованной антенной радиостанции. Руль направления однолонжеронный с весовой балансировкой. Стабилизатор состоял из двух половин, каждая из которых поворачивалась относительно собственной полуоси. Стабилизатор однолонжеронной конструкции с передней и задней стенками, стрингерами и нервюрами.
Шасси — трёхопорное, убирающееся. Передняя опора убирается вперёд, две основные опоры убираются по направлению к фюзеляжу. Подвеска колёс рычажная, амортизация масляно-пневматическая. Тормоза основных опор дисковые метало-керамические. Тормоз передней опоры камерного типа. На передней опоре устанавливался гаситель колебаний.
Силовая установка — турбореактивный двигатель, оснащённый форсажной камерой с двухпозиционным соплом. Запуск двигателя осуществлялся при помощи турбостартера, работавшего на бензине. Топливная система состояла из фюзеляжных и крыльевых баков общей вместимостью 3060 л, в двух подвесных баках размещалось ещё 1200 л. Топливо керосин. Управление системами двигателя тросовое, включение форсажной камеры электрическое.
Противопожарная система — титановая перегородка и кожух изолируют горячую зону двигателя. На двигателе расположены теплоизолирующие щитки и специальный огнетушитель, оснащённый распылительным коллектором, выведенным к пожароопасным точкам силовой установки. Информация о возгорании поступает на приборный щиток в кабине пилотов при помощи специальных датчиков.
Система управления — необратимая бустерная. Проводка системы управления стабилизатором и элеронами — жёсткая. Рулём направления — смешанная, при помощи тросов и тяг. В систему продольного управления включались: автомат регулирования загрузки, дифференциальный механизм и механизм триммерного эффекта. В систему поперечного управления — пружинные тяги, предназначенные для управления самолётом приказе одного из бустеров элеронов, а в систему управления рулём направления — демпфер рыскания. Управление закрылками — гидравлическое.
Гидросистема - бортовая гидравлическая система самолёта включала в себя три магистрали — основную, бустерную и резервную (для питания усилителей). Каждая из систем подключена к индивидуальному насосу, установленному на двигателе самолёта. Основная гидросистема предназначалась для уборки и выпуска шасси, закрылков, тормозных щитков, конуса воздвухозаборника и управления противопомпажными створками, а также автоматического торможения колёс при уборке шасси.
Пневмосистема — состоит из двух автономных систем: основной и аварийной. Пневмосистема самолёта предназначена для торможения колёс основных опор, аварийного выпуска шасси и закрылков и герметизации фонаря кабины. В качестве рабочего газа используется азот, размещённый в трёх баллонах общей ёмкостью 12 л. Давление в системе 150 кг/см2.
Система кондиционировая воздуха - предназначается для обеспечения необходиых условий жизнедеятельности лётчика. Воздух отбирается от одной из ступеней компрессора и поступает в кабину через коллекторы обдува остекления, предохраняя его от запотевания.
Для обеспечения лётчика кислородом при полёте на больших высотах и при разгерметизации кабины служит комплект кислородного оборудования: маска, кислородные приборы и баллоны с системой понижающих редукторов.
Электросистема — на турбине самолёта установлены генераторы постоянного и переменного тока. Дополнительным источником электроэнергии являлась аккумуляторная батарея. В электросистеме самолёта установлены преобразователи напряжения, формирующие однофазный и трёхфазный ток со стабилизированной частотой. Рулёжная фара устанавливалась на стойке передней опоры шасси, две выдвижные посадочные фары в специальных вырезах в консолях крыла.
Пилотажно-навигационное оборудование — самолёта: гирокомпас, авиагоризонт, высотомер, индикаторы скорости и поворота. Для связи с землёй и другими самолётами использовалась радиостанция УКВ диапазона и система высотной связи. Кроме того, на борту имелись радиокомпас, система слепой посадки по данным от РЛС, система опознавания самолётов и другое оборудование.
В носовом радиопрозрачном регулируемом конусе воздухозаборника была установлена РЛС ЦД-30. На двух фюзеляжных пилонах располагались подвесные топливные баки. Самолёт входил в состав комплекса средств перехвата Т-3-51, включающего также систему управления оружием, управляемые ракеты «воздух-воздух» и наземную систему целеуказания и наведения «Воздух» с радиокомандной линией автоматизированного наведения «Лазурь». Су-9 оснащался катапультным креслом КС-2 (КС-2А).

## Вооружение
Вооружение состояло из четырёх УР класса «воздух-воздух» РС-2УС, наводимых по радиолучу, или из двух РС-2УС и двух Р-55 с тепловой головкой самонаведения. Как и все наводимые по лучу ракеты, РС-2УС была практически бесполезна в воздушном бою.
В отличие от Су-7 и Су-15, Су-9 не нёс пушечного вооружения. Тем не менее, в конце 1960-х — начале 1970-х годов на Су-9 опробовали пушечные контейнеры УПК-23-250. Контейнер подвешивался взамен одного ПТБ, при этом второй бак также снимался. Программа испытаний, проведённая в ГК НИИ ВВС, в которой участвовали лётчики С. А. Лаврентьев, В. В. Мигунов, В. К. Рябий, включала стрельбы по парашютным мишеням, Ла-17М и наземным целям. И хотя такое вооружение оказалось для самолёта отнюдь не лишним, но так как без ПТБ уменьшалась дальность действия, применение пушечных контейнеров на Су-9 не получило распространения.
В 1966—1967 годах на двух серийных самолётах прошли заводские и государственные испытания бомбардировочного вооружения для Су-9. Для эксплуатации в строю был рекомендован смешанный вариант: бомбы 2 × ФАБ-250 и реактивные снаряды 2 × РС-2УС.

## Варианты
- Т-3 — (1956) первый опытный вариант, воздухозаборник без центрального тела и со скруглёнными кромками обечайки; двигатель АЛ-7Ф.
- Т-43 — (1956—1957) воздухозаборник с центральным телом и острыми кромками обечайки; двигатель АЛ-7Ф-1. Построено 12 самолётов.
- У-43 — Опытный образец учебно-боевой «спарки». Фюзеляж удлинён на 600 мм, лётчики располагаются тандемом.
- Т-47 — (1957) вариант с РЛС «Алмаз» в подвижном конусе большого диаметра.
- Т-43-1 — (1959) вариант для установления рекорда высоты[5].
- Т-43-5 (Т-405) — (1960) вариант для установления рекорда скорости[5][4].
- Су-9 — Основная серийная модификация; построено около 1 100 штук.
- Су-9У — Двухместный учебный вариант (Maiden по классификации НАТО); построено 50 самолётов. Имел полный комплект вооружения и РЛС с индикаторами в обеих кабинах, что позволяло курсантам практиковаться во всех аспектах управления самолётом, однако вторая кабина заставила урезать и без того небольшие топливные баки, что сделало самолёт практически неприменимым в бою.
- Су-11 — Развитие Су-9 с другим комплексом РЛС и новыми ракетами.
- 100Л-1, 100Л-2 — самолёты предназначенные для исследований крыла с острой кромкой в рамках проекта Т-4.[8]

## Тактико-технические характеристики

Схема Су-9.

Приведённые ниже характеристики соответствуют модификации Су-9:
Источник данных: «Sukhoi Interceptors»

Технические характеристики
- Экипаж: 1 пилот
- Длина: 18,055 м
- Размах крыла: 8,536 м
- Высота: 4,82 м
- Площадь крыла: 34,0 м²
- Угол стреловидности по передней кромке: 60°
- Масса пустого: 7 675 кг
- Масса снаряжённого: 8 342 кг (расч.)
- Нормальная взлётная масса: 11 442 кг
- Максимальная взлётная масса: 12 512 кг (с ПТБ)
- Масса топлива во внутренних баках: 3 100 кг
- Объём топливных баков: 3 780 л
- Силовая установка: 1 × ТРДФ АЛ-7Ф-1
  - Бесфорсажная тяга: 1 × 6 800 кгс (66,7 кН)
  - Форсажная тяга: 1 × 9 600 кгс (94 кН)

Лётные характеристики
- Максимальная скорость: 2 230 км/ч на 12 000 м
- Практическая дальность:  
  - без ПТБ: 1 350 км
  - с ПТБ: 1 800 км
- Практический потолок: 20 000 м
- Скороподъёмность: 200 м/с
- Нагрузка на крыло: 336,5 кг/м² (расч.)
- Тяговооружённость: 0,60 / 0,84 (расч.)
- Длина разбега: 1 200 м
- Длина пробега: 1 250 м (без тормозного парашюта)

Вооружение
- Точки подвески: 6
- Управляемые ракеты: ракеты «воздух-воздух»:
  - 2-4 × РС-2УС
  - 2 × К-55

## Сохранившиеся экземпляры

### В России
- Самолёт-памятник в г. Москва, завод ПК «Салют»
- Самолёт-памятник в г. Архангельск, авиагородок Талаги
- Самолёт-памятник в г. Пензе на проспекте Победы
- Самолёт-памятник в г. Торопец (Тверская область)
- Самолёт-памятник в г. Купино (Новосибирская область)
- Самолёт-памятник в г. Ливны (Орловская область)
- Самолёт-памятник в с. Бобровка (Самарская область)
- Самолёт-памятник в парке г. Отрадный (Самарская область)
- Самолёт-памятник в детском лагере «Чкаловец» (Новосибирская область)
- Самолёт-памятник в п.г.т. Красная Горбатка (Владимирская область)[10]
- Самолёт-памятник в г. Ставрополе на территории СВВАУЛШ
- Самолёт-памятник в д. Карманово Смоленской области
- Экспонат в г. Нижний Тагил (Свердловская область), на территории средней общеобразовательной школы №3 (ул. Перова, 133), бортовой номер «71»[11]
- Экспонат в Центральном музее ВВС РФ, в г. Монино (Московская область), бортовой номер «68»[12]
- Экспонат в парке Патриот, сектор ВКС, открытая площадка 4.1, г. Кубинка[13].

### В других странах
- Самолёт-памятник в г. Кричев (Беларусь), бортовой номер «04»[14]
- Самолёт-памятник в бывшем авиагарнизоне Кричев, бортовой номер «34»
- Самолёт-памятник в г. Климовичи (Беларусь)[15]бортовой номер «35»
- Самолёт-памятник в г. Гомель (Беларусь)
- Самолёт-памятник на аэродроме г. Байконур (Казахстан)
- Самолёт- памятник на плацу Житомирского военного институтаг г. Житомир(Украина)

## Происшествия
- 30 мая 1963 года катастрофа самолёта Су-9. 201-й истребительный авиационный полк ПВО. Аэродром Мачулищи. Лётчик капитан Сорокин Г. При перегоне самолёта в Барановичи после взлёта самолёт потерял управление, перевернулся и с вращением упал в районе улицы Харьковской. Лётчик средствами спасения не воспользовался и погиб. Су-9 вместе с лётчиком ушёл в землю на 6 м.
- 4 июня 1964 года. Катастрофа. На взлёте отказал двигатель. Старший лётчик 28-го истребительного авиационного полка ПВО капитан Дашкин Виктор Георгиевич, Военный лётчик 1-го класса, после взлёта с аэродрома Кричев (Белоруссия) отвёл самолёт от цементного завода и жилых районов города Кричев. Катапультироваться не успел. Погиб. К награде представлен не был. Имя лётчика-героя занесено в книгу Почёта Кричевского цементно-шиферного завода города Кричев. Возле места падения установлен обелиск. 9 мая 2005 года в городе Кричев на постаменте с самолётом Су-9 у аллеи Славы была торжественно открыта мемориальная доска, посвящённая подвигу легендарного лётчика[16][17].
- Подвиг майора Чурилина А. З. 20 июня 1972 года в 21 час 30 минут. 201-й истребительный авиационный полк ПВО. Аэродром Мачулищи. Пара майора А. З. Чурилина была поднята на перехват цели, которая шла на расстоянии 300 км от аэродрома в районе Даугавпилса. На разбеге загорелись лампочки «Пожар». На высоте 600 метров Чурилин начал отворачивать влево, в сторону Курасовщины, чтобы увести самолёт от города. Самолёт подчинился и, заложив глубокий вираж, огненной кометой понёсся над постройками «Интеграла». Как вспоминал Александр Захарович, он отчётливо видел даже кирпичи у мелькавших под крылом самолёта зданий. Лётчик принял решение посадить самолёт. Отвернуть вправо в сторону аэродрома не удалось и самолёт с топливом и ракетами на борту начал падать в сторону микрорайона Чижовка. Когда самолёт пролетел над последними строениями Курасовщины, впереди по курсу обозначился пустырь, куда самолёт с большим креном падал. Чурилин катапультировался с высоты около 100 метров. Через 5 секунд самолёт столкнулся с землёй и взорвался. Хронометраж полёта взлёт — 21 час 30 минут, падение — 21 час 31 минута 47 секунд. В декабре 1972 года секретарь ЦК Компартии Белоруссии вручил майору Чурилину орден Красного Знамени.
- 1975 год. Катастрофа Су-9У. 28-й истребительный авиационный полк ПВО. Аэродром Кричев (Белоруссия). При пилотировании самолёт вошёл в плоский штопор. Лётчики погибли[18].

### Схожие самолёты
- McDonnell F-101 Voodoo
- Convair F-102 Delta Dagger
- English Electric Lightning
- МиГ-21